# Myrioblephara meseres
Myrioblephara meseres är en fjärilsart som beskrevs av Louis Beethoven Prout 1935. Myrioblephara meseres ingår i släktet Myrioblephara och familjen mätare. Inga underarter finns listade i Catalogue of Life.